# Koetshuis de Viron

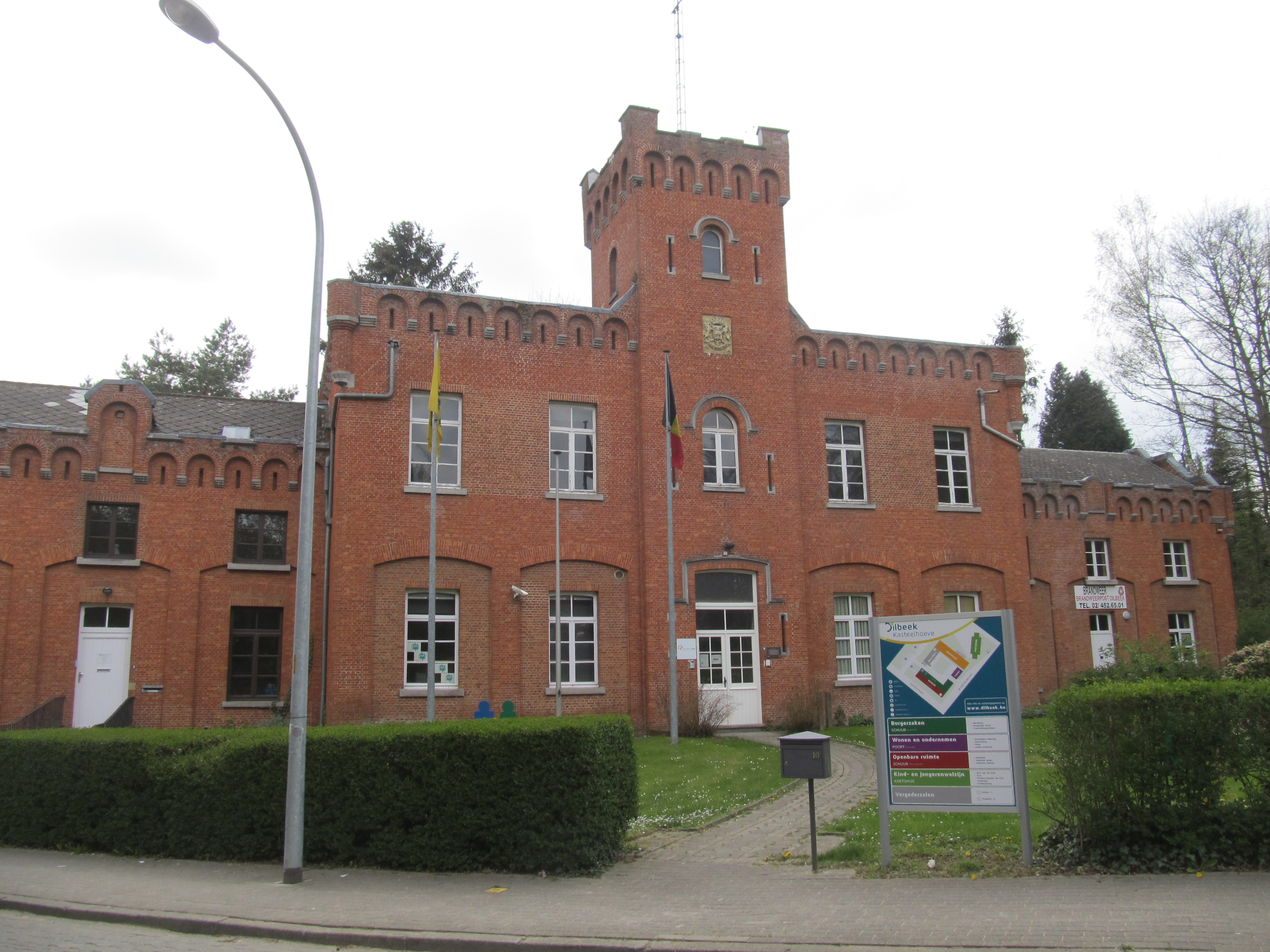
Koetshuis de Viron

Het Koetshuis de Viron is een bijgebouw van het Kasteel de Viron in de Vlaams-Brabantse plaats Dilbeek, gelegen aan de de Heetveldelaan 8-12.

## Geschiedenis
Het koetshuis werd gebouwd in 1859 in opdracht van Guillaume Jean-Antoine de Viron de Diéval naar ontwerp van Jean-Pierre Cluysenaar.
In 1923 werd het koetshuis, samen met het kasteel, aangekocht door de gemeente en vanaf 1928 deed het dienst als Rijkswachtkazerne. Na de jaren '80 van de 20e eeuw kwam het in gebruik als politiebureau en de sociale dienst.